# 凯尔·辛格勒
凯尔·爱德华·辛格勒（英語：Kyle Edward Singler，1988年5月4日—），美国职业篮球运动员，曾效力于NBA联盟的底特律活塞、俄克拉何马城雷霆。他毕业于杜克大学并为杜克大学蓝魔鬼队效力，在2010年与肯巴·沃克等人夺得了NCAA的总冠军，个人荣膺NCAA最终四强的MOP。在2011年NBA选秀上，他在第二轮总第33顺位被底特律活塞选中，并在第二年与活塞签约。在此之前，他在西班牙篮球联赛效力。

## 高中生涯
辛格勒在高中时期效力于南梅德福高中。当他就读到第四年时，他场均可以贡献29.3分和10.6个篮板球。2006年10月，他进行了大学意向选择（letter of intent），并宣布会代表杜克大学蓝魔鬼队出战大学联赛。2007年，辛格勒带领南梅德福高中史无前例的进入了该州的锦标赛，并以58-54击败了上一年曾击败过他们的奥斯威戈湖高中，而他们队中的领袖是后来的NBA全明星球员凯文·乐福。

## 大学生涯

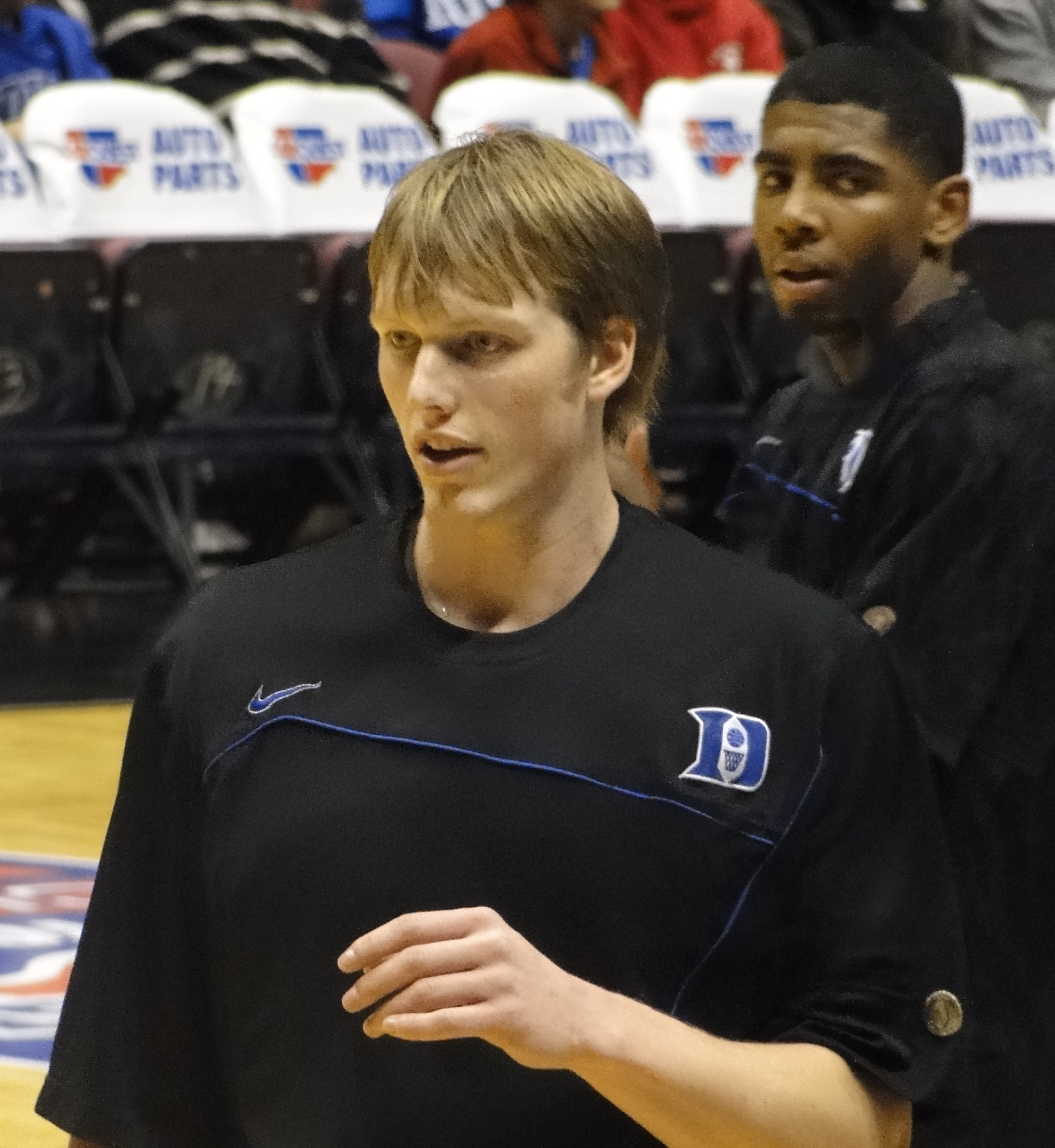
在杜克效力的凯尔·辛格勒。他的背后站着凯里·欧文。

辛格勒在大一赛季作为大前锋出战，场均可以贡献13.3分和5.9个篮板球，杜克大学在这个赛季赢下了34场比赛中的28场。这个赛季后，辛格勒将会参加2008年NBA選秀的猜测开始出现，不过辛格勒认为他还没有做好进入NBA的准备，他想在大学时期学习如何进行比赛，而杜克大学就是他认为最适合的地方。在他的第二个赛季，他领跑了球队的得分榜。
2010年2月，辛格勒在对阵喬治亞理工大學时砍下了职业生涯最高的30分，并投中了职业生涯最高的8记三分球。当辛格勒在ACC联盟决赛再次遇到乔治亚理工大学时，他获得了生涯最高的14次罚球机会。
同年3月28日，在精英八强赛杜克击败贝勒大学的比赛后，球队中琼·沙叶尔、辛格勒和诺兰·史密斯的单赛季得分均超过了600分（分别是690分、667分、628分），这是杜克大学校史上第二次有三名球员在单赛季贡献超过600分，而上一次是在2002年。当时达成这一目标的是杰森·威廉姆斯、卡洛斯·布泽尔和小迈克·邓利维。

## 职业生涯

### 海外联赛时期
辛格勒在2011年NBA选秀上总第33顺位被底特律活塞选中。同年8月23日，他与西班牙篮球联赛的卢森图姆·阿利坎特签约，这份合同将在NBA停摆结束后中止。在停摆结束后，辛格勒中止合同，离开了俱乐部。11月30日，在阿利坎特与皇家马德里谈妥转会费后，辛格勒加盟皇家马德里。在阿利坎特效力的10场比赛中，辛格勒场均可以贡献14.4分外加3.4个篮板球。在当年的西班牙国王杯赛上，辛格勒所在的皇家马德里击败了巴塞罗那，赢得冠军。

### NBA时期
2012年7月11日，底特律活塞宣布签下了凯尔·辛格勒。他在他的处子赛季场均可以拿到8.8分和4个篮板球。赛季结束后，他进入了NBA最佳新秀阵容第二队。2013年11月22日，他在对阵亚特兰大老鹰队时拿到22分，刷新其职业生涯纪录。
2015年2月19日，他在一笔涉及雷吉·杰克逊和埃内斯·坎特的三方交易中与队友D·J·奧古斯汀送往俄克拉荷马城雷霆。